# Security Token Offering
Security token – jest kryptograficznym tokenem, który odzwierciedla rzeczywiste aktywa, np. w postaci akcji/udziałów w spółce, obligacji, własności nieruchomości, własności wierzytelności itp.
W ramach emisji STO jedna ze stron powierza środki, a druga emituje tokeny, które dają prawo kupującemu tokeny do uczestnictwa w zyskach przedsiębiorstwa lub gwarantują stałą stopę zwrotu z inwestycji. Mając do czynienia z security token, umowa ta zabezpieczona jest za pomocą technologii blockchain dzięki czemu wszyscy uczestnicy oferty widzą kto, ile i jakich tokenów nabył.
Tokeny security są skonstruowane w taki sposób, by z prawnego punktu widzenia przypominały papiery wartościowe. Dzięki temu, inwestorzy powierzający swój kapitał firmie mają poczucie większego bezpieczeństwa.
STO obsługuje smart contract, w związku z tym większość procesów jest zautomatyzowana i nie może być zmieniona w przyszłości.
STO – Security Token Offering to sprzedaż początkowa tokenów, które są aktami własności danego majątku (np. nieruchomości, firmy).
Security tokens są papierami wartościowymi, zatem są w pełni uregulowane przez prawo. Są mostem pomiędzy tradycyjnym systemem finansowym a kryptowalutami. Należy się spodziewać, że obecnie istniejące papiery wartościowe zostaną stokenizowane, czyli zamienione na tokeny.
W wypadku STO, wartość każdego emitowanego tokena jest zabezpieczona jakimś konkretnym dobrem, które zostało stokenizowane.
Kupując security token stajesz się udziałowcem danego start-upu. Zgodnie z zapisami w umowie, należy Ci się udział w zyskach firmy, gdyż posiadając jej tokeny, jesteś jej udziałowcem.